# Toru Morikawa
Toru Morikawa (Ishikawa, 29 juni 1966) is een voormalig Japans voetballer.